# بوب ماكدونالد (لاعب هوكي الجليد)
بوب ماكدونالد هو لاعب هوكي الجليد كندي، ولد في 4 يناير 1923 في تورونتو في كندا، وتوفي في 29 أكتوبر 1977.

## وصلات خارجية
- بوب ماكدونالد على موقع دوري الهوكي الوطني (الإنجليزية)
- بوب ماكدونالد على موقع قاعة مشاهير الهوكي (لاعب أن.إتش.أل) (الإنجليزية)
- بوب ماكدونالد على موقع EliteProspects.com (الإنجليزية)
- بوب ماكدونالد على موقع HockeyDB.com (الإنجليزية)
- بوب ماكدونالد على موقع Hockey-Reference.com (الإنجليزية)